# Am Salzhaff
Am Salzhaff es un municipio situado en el distrito de Rostock, en el estado federado de Mecklemburgo-Pomerania Occidental (Alemania), a una altitud de 35 metros. Su población a finales de 2016 era de 487 habs. y su densidad poblacional, 32 hab/km².
Se encuentra ubicado en la costa del mar Báltico.